# San Sebastián del Sur
San Sebastián del Sur är en ort i Mexiko.   Den ligger i kommunen Gómez Farías och delstaten Jalisco, i den södra delen av landet, 500 km väster om huvudstaden Mexico City. San Sebastián del Sur ligger 1 522 meter över havet och antalet invånare är 7 104.
Terrängen runt San Sebastián del Sur är huvudsakligen kuperad, men åt sydväst är den platt. Runt San Sebastián del Sur är det ganska tätbefolkat, med 144 invånare per kvadratkilometer. Närmaste större samhälle är Ciudad Guzmán, 10,0 km söder om San Sebastián del Sur. I omgivningarna runt San Sebastián del Sur växer huvudsakligen savannskog.